# La leggenda dei tre caballeros
La leggenda dei tre caballeros (Legend of the Three Caballeros) è una serie televisiva animata del 2018 basata sul film d'animazione Disney I tre caballeros del 1944 e presenta i personaggi Paperino, José Carioca e Panchito Pistoles.

## Trama
Dopo un disastroso compleanno, il povero Paperino, che perde casa, lavoro e Paperina, eredita dal suo bisnonno Clinton Coot una cabana che deve condividere in multiproprietà con gli altri discendenti dei Tre Caballeros (e Ari, il custode della cabana): essi sono José Carioca, un pappagallo brasiliano rubacuori, e Panchito Pistoles, un gallo cowboy messicano. I tre decidono quindi di racimolare qualche soldo vendendo le cianfrusaglie nella cabana, aiutati da Emy, Ely e Evy. I tre, quindi, scoprono un libro magico che quando viene aperto libera la misteriosa dea greca dell'avventura, Xandra. La dea spiega che loro sono i discendenti di un trio di avventurieri noti come "I Tre Caballeros", che molto tempo prima avevano impedito al malvagio stregone Lord Felldrake Sheldgoose di conquistare il mondo e lo avevano sigillato nel suo bastone magico, perdutosi assieme al libro che la tiene prigioniera. Nel frattempo, il vicino dei Caballeros, il barone Von Sheldgoose, compra dalle gemelle un anello con sopra il marchio della sua famiglia e, indossandolo, scopre il bastone di Felldrake (suo antenato) nel suo seminterrato. Mentre il perfido barone si propone di far rivivere Felldrake, i nuovi Tre Caballeros devono imparare a diventare eroi per salvare il mondo dal disastro, il tutto mentre Paperino tenta di riappacificarsi con Paperina.

## Episodi
| nº | Titolo inglese             | Titolo italiano                     |
| -- | -------------------------- | ----------------------------------- |
| 1  | Dope-A-Cabana              | Tre eredi e una capanna             |
| 2  | Labyrinth and Repeat       | Il labirinto del Minotauro          |
| 3  | Pyramid-Life Crisis        | Il popolo della Luna                |
| 4  | World Tree Caballeros!     | L'albero del Mondo degli Dei        |
| 5  | No Man is an Easter Island | Nessun uomo è un'isola... di Pasqua |
| 6  | Stonehenge Your Bets       | Il Re dei Goblin                    |
| 7  | Mount Rushmore (or Less)   | Il Monte Rushmore                   |
| 8  | Nazca Racing               | La corsa di Nazca                   |
| 9  | Mexico a Go-Go             | Messico a gogo!                     |
| 10 | Mt. Fuji Whiz              | Il Genio del Monte Fuji             |
| 11 | Thank's a Camelot          | Grande Camelot                      |
| 12 | Shangri-La-Di-Da           | Shangri-La-La-La                    |
| 13 | Sheldgoose Square Dance    | La Quadriglia di Sheldgoose         |

## Personaggi
- Paperino, doppiato da Tony Anselmo e da Luca Eliani in italiano. Protagonista della serie, il papero più sfortunato del mondo caratterizzato da un pessimo carattere, una giubba da marinaio blu e una parlantina quasi incomprensibile. Eredita, il giorno del suo (disastroso) compleanno, una cabana al campus di New Quackmore, che dovrà condividere in multiproprietà con altre due persone: José e Panchito. Nel corso degli episodi, quando non è intento a salvare il mondo con i suoi due amici e Xandra, tenta di migliorare la sua persona e riappacificarsi con la sua fidanzata.
- José Carioca, doppiato da Eric Bauza e da Piero Di Blasio in italiano. Un pappagallo brasiliano rubacuori e ottimista. Gira spesso con un ombrello anche col bel tempo. Non è dedito alla violenza, cercando sempre di provare a ragionare con il nemico, prima di passare allo scontro (se inevitabile).
- Panchito Pistoles, doppiato da Jaime Camil e da Paolo De Santis in italiano. Un galletto cowboy messicano, nonché celebre wrestler mascherato, nonostante il suo apparente esile e debole corpo. Gira sempre con una chitarra in spalla, un sombrero ed un cinturone con pistole che non usa mai. È spericolato, allegro e non rifiuta mai una sfida.
- Xandra, doppiata da Grey Griffin e da Federica De Bortoli in italiano. Dea greco-romana dell'avventura. Lasciò l'Olimpo per seguire gli originali Caballeros nelle loro avventure per vendicarsi della maledizione che le afflisse Felldrake, ossia collegare la sua anima al suo libro delle avventure: perciò, Xandra può stare nel normale piano dimensionale solo se il suo libro viene tenuto aperto, o se viene messo un particolare segnalibro nelle sue pagine. Durante il loro ultimo scontro con Felldrake, questi chiuse il libro con un lucchetto magico e Xandra fu rinchiusa nel suo libro per diversi secoli. Paperino, José e Panchito, dopo aver aperto il lucchetto grazie ad Ari la liberano e Xandra, riconoscendo in loro i suoi compagni di avventura, gli raccontò dei suoi antenati e li accompagna nei diversi meandri della Terra a salvare il mondo da Felldrake. È l'unico personaggio (escludendo gli altri dei dell'Olimpo) ad avere un aspetto umano.
- Paperina, doppiata da Tress MacNeille e da Laura Lenghi in italiano. Fidanzata di Paperino. All'inizio della serie, quest'ultimo, a causa del lungo turno di lavoro e la distruzione di casa sua, manca il loro appuntamento e Paperina lo lascia ed esce con un certo Paper Chic (in originale Dapper Duck, un papero molto simile a Paperino, ma più galante). Il papero, ogni volta che ne ha tempo, tenta di far pace con lei, ma viene sempre trascinato nelle pericolose avventure dei Caballeros nel peggiore dei momenti. Nel penultimo episodio della prima stagione, Paperino riesce a permettersi una giornata per loro due alla SpA dell'Everest, gestiti da degli Yeti Guru, che riescono a risolvere il problema della rabbia di Paperino. In questa occasione, Paperina si rende pure conto che il fidanzato è diventato più responsabile scoprendo delle sue avventure.
- Emy, Ely, Evy, doppiate da Jessica DiCicco e da Monica Vulcano in italiano. Le nipoti di Paperina, che aiutano Paperino con i lavori alla cabana di Clinton Coot. Sono tre gemelle identiche nell'aspetto e nel vestiario, ma diverse nella personalità e nei colori dei vestiti (esattamente come Qui, Quo e Qua): Emy (vestita di viola) è la più cortese, Ely (vestita di arancio) è la più sarcastica e la più pessimista, ed Evy (vestita di giallo) ha un carattere neutrale. Si occupano di proteggere la cabana quando Xandra e i Caballeros sono fuori e aiutano Paperino a riappacificarsi (con scarso successo) con la loro zia. Non avendo, inoltre, nessun legame consanguineo con Paperino, posso passare la barriera protettiva di Felldrake ed entrare in villa Sheldgoose come spie.
- Ari, doppiato da Dee Bradley Baker. È un aracuan, uno strano e strampalato picchio sudamericano trovato da Clinton Coot nei pressi del tempio dei Caballeros e ne ha fatto di lui il suo assistente. Si occupa di riparare e proteggere la cabana di Clinton Coot. Rompe spesso la quarta parete durante le sue gag.
- Lord Felldrake Sheldgoose, doppiato da Kevin Michael Richardson e da Roberto Draghetti in italiano. Antagonista principale della serie. Antenato di Sheldgoose, Felldrake era anche un potentissimo demone che maledì la dea Xandra e combatté con i Caballeros finché non lo rinchiusero nel suo bastone. Molti anni dopo, il Barone Von Sheldgoose lo ritrovò nelle segrete della sua villa e unì le forze per ridargli un nuovo corpo e dominare il mondo. Reputa il suo discendente incapace, ma si complimenta sinceramente con lui quando combina qualcosa di giusto. Nel penultimo episodio, inizia a riformarsi dopo aver spezzato la sua maledizione, tornando ad essere il pericoloso e gigantesco demone, ma viene sconfitto e si rifugia nel corpo di Sheldgoose, promettendo vendetta.
- Il Barone Von Sheldgoose, doppiato da Wayne Knight e da Roberto Stocchi in italiano. Secondo antagonista della serie. È il nuovo vicino di casa di Paperino a New Quackmore, di cui ne è il proprietario del campus, fondato dalla sua antenata e Clinton Coot. Fisicamente rassomiglia a Gustavo Paperone, il padre di Gastone. Come Paperino ha un carattere irascibile ed è alquanto sfortunato, ma è dotato di una certa persuasione. Quando i nuovi vicini si trasferiscono vicino alla sua villa e allestiscono un mercatino delle pulci, sul punto di multarli, cambia idea quando trova un anello col marchio della sua famiglia. Indossandolo, il Barone trova nel suo seminterrato Felldrake, suo antenato, nella sua forma di bastone. Obbligato da quest'ultimo, il Barone indossa un mantello per non farsi riconoscere (fino a metà della serie) dai Caballeros e spacciarsi per un semplice anonimo servitore di Felldrake, ottenendo in cambio alcuni suoi poteri. Come Paperino, cerca di approfittare del tempo libero per gestire il campus ed evitare che la vice dell'istituto, Eugenia Ferdinand-Ferdinand, gli prenda il suo posto. Siccome la barriera che protegge la cabana dei Caballeros risultava tenere lontano solo Felldrake, la supera e si impossessa (con difficoltà) dei pendenti dei Caballeros per liberare il suo avo. Quando Felldrake viene apparentemente distrutto, Sheldgoose scopre che quest'ultimo condivide il suo stesso corpo ed è intento a ritornare per farla pagare ai Caballeros.
- Leopold il Terribile, doppiato da Dee Bradley Barker e da Alessandro Ballico in italiano. Terzo antagonista della serie. Il fedele pipistrello demone di Felldrake, apparentemente stupido, ma alquanto pericoloso.
- Orso Onofrio, doppiato da Jim Cummings. Un tappeto fatto di pelliccia di orso di Clinton Coot dove i Caballeros nascosero la Scintilla di Vita, un artefatto che riporta in vita ogni cosa, questo comprende l'Orso, il quale diventerà la tenera mascotte dei Caballeros e amico di Emy, Ely ed Evy.
- Clinton Coot, doppiato da Thomas Lennon e da Ambrogio Colombo in italiano. Bisnonno paterno di Paperino. Fu uno studioso e un archeologo, un giorno trovò, nei meandri della giungla sudamericana Ari e un tempio eretto dai suoi eroi: i Tre Caballeros. All'interno trovò il libro di Xandra e diversi tesori recuperati dal leggendario trio. Eresse anche il campus di New Quackmore assieme alla sua amica Miss Sheldgoose, la quale si impossessò di tutto il campus e gli lasciò solo la sua cabana, che riteneva inutile. I neo Tre Caballeros lo incontrano nell'aldilà, dove gestisce una locanda in cui vende ricordi che gli spiriti bevono.

## Distribuzione
La serie è stata pubblicata per la prima volta sull'app DisneyLife nelle Filippine il 9 giugno 2018 e trasmessa per la prima volta come serie televisiva regolare su Disney Channel nel sud-est asiatico dal 1º gennaio 2019. Negli Stati Uniti la serie è stata pubblicata in varie lingue, tra cui l'italiano, come parte del lancio di Disney+ il 12 novembre 2019.
L'edizione italiana, realizzata da Royfilm, vede i dialoghi curati da Laura Giordani e Claudia Mazzocca e il doppiaggio diretto da Leslie La Penna. Il cast vede la conferma delle voci già utilizzate in DuckTales per i personaggi non inediti.
Nonostante la realizzazione del doppiaggio nel 2019, la serie è tutt'oggi inedita nel Canton Ticino, Italia, San Marino e Vaticano.